# Kim Insuk

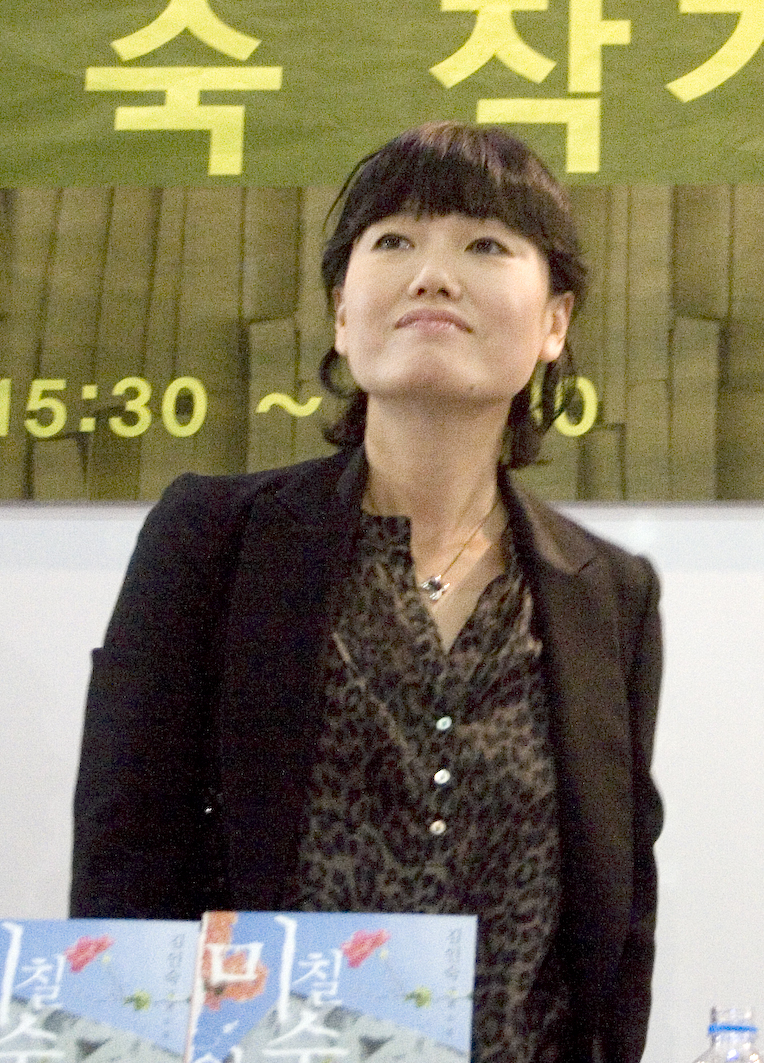
Kim Insuk

Kim Insuk (* 1. Januar 1963 in Seoul) ist eine südkoreanische Schriftstellerin.

## Leben
Kim Insuk wurde am 1. Januar 1963 in Seoul geboren. Seit ihrer ersten Veröffentlichung Jahreszeit der Verluste (상실의 계절) mit zwanzig Jahren durchlief Kim mehrere Entwicklungsphasen als Schriftstellerin. Ein Verlangen nach Freiheit und Reinheit begleitet von einer Abneigung gegen Grundsätze charakterisierten ihre frühen Werke. 
Obwohl dieses Frühwerk als sensitive und nachdenkliche Betrachtung angesehen wird, stieß es im politischen und moralischen Klima der turbulenten achtziger Jahre kaum auf Resonanz. Weit davon entfernt, durch ihre Werke belehren zu wollen, erfuhr die junge Autorin heftige Kritik dafür, sich von den ärgsten Nöten der Allgemeinheit entfernt und die Sache der Arbeiter- und Demokratiebewegung ignoriert zu haben.   
Ende der achtziger Jahre begann sie eine Reihe von Werken zu veröffentlichen, die einen klaren Wandel in ihrer Themenwahl demonstrierten, diese reichten von individueller Freiheit und persönlichen Begehren bis hin zu sozialen Problemen und Reformen. Diese Veränderung in Kims literarischem Fokus ist jedoch weder eine widerwillige Antwort auf externe Kritik, noch ist sie eine passive Akzeptanz von literarischer Mode; vielmehr zeigt sie die Bemühungen einer Autorin, die sich beständig mit Selbstbetrachtung, Transformation und Erneuerung beschäftigt.  
In den späten neunziger Jahren erlebte ihr Werk eine weitere Metamorphose. Die zentralen Charaktere befinden sich nicht mehr auf dem Schlachtfeld des Lebens, stattdessen sind sie nun selbst-anerkannte Niemande ohne Vorbilder oder Hoffnungen, die sich in die Schatten im Hintergrund der Gesellschaft drängen und ein bedeutungsloses und ruhiges Leben führen.  
Auf der Suche nach neuen Ideen lebte Kim von 2002 bis 2004 in Dalian, China.

## Arbeiten

### Koreanisch

#### Romane
- 핏줄 Blutlinie (1983)
- 79-80 겨울에서 봄 사이 1-3 79-80 zwischen Winter und Frühling (1987)
- 그래서 너를 안는다 Deswegen umarme ich dich (1994)
- 먼길 Weiter Weg (1995)
- 꽃의 기억 Die Erinnerungen der Blumen (1999)
- 바다와 나비 Meer und Schmetterling
- 그여자의 자서전 Ihre Biographie (2005)
- 안녕 엘레나 Auf Wiedersehen, Elena (2009)
- 소현 Sohyŏn (2010)
- 미칠 수 있겠니 Kannst du verrückt werden? (2011)

#### Kurzgeschichten
- 칼날과 사랑 Schwert und Liebe (1993)
- 유리구두 Glasschuhe (1998)
- 브라스밴드를 기다리며 Warten auf die Blaskapelle (2001)

### Übersetzungen

#### Englisch
- The long road: a novel (먼길), MerwinAsia (2010) ISBN 978-1878282972

## Auszeichnungen
- 1995: 한국일보문학상 (Hankook Ilbo Literaturpreis)
- 2000: 현대문학상 (Preis für zeitgenössische Literatur)
- 2003: 이상문학상 (Yi-Sang-Literaturpreis)
- 2005: 이수문학상 (Isu Literaturpreis)
- 2006: 대산문학상 (Taesan Literaturpreis)
- 2010: 동인문학상 (Tongin Literaturpreis)
- 2012: 황순원문학상 (Hwang Sun-won Literaturpreis)